# Файльбингерт
Файльбингерт (нем. Feilbingert) — община в Германии, в земле Рейнланд-Пфальц. 
Входит в состав района Бад-Кройцнах. Подчиняется управлению Бад Мюнстер а. Санкт-Эбернбург.  Население составляет 1629 человек (на 31 декабря 2010 года). Занимает площадь 10,05 км².